# Pοtamos Kοmpsatοs (nea kοiti)
Pοtamos Kοmpsatοs (nea kοiti) este o arie protejată (arie specială de conservare — SAC, sit de importanță comunitară — SCI) din Grecia întinsă pe o suprafață de 468,26 ha, integral pe uscat.

## Localizare
Centrul sitului Pοtamos Kοmpsatοs (nea kοiti) este situat la coordonatele 41°09′41″N 25°11′37″E / 41.161439°N 25.193631°E.

## Înființare
Situl Pοtamos Kοmpsatοs (nea kοiti) a fost declarat sit de importanță comunitară în august 1996 pentru a proteja 11 specii de animale. Situl a fost protejat și ca arie specială de conservare în martie 2011.

## Biodiversitate
Situată în ecoregiunea mediteraneană, aria protejată conține 6 habitate naturale: Ape stătătoare oligotrofe până la mezotrofe, cu vegetație de Littorelletea uniflorae și/sau de Isoëto-Nanojuncetea, Râuri mediteraneene cu debit permanent cu specii de Paspalo-Agrostidion și galerii riverane de Salix și de Populus alba, Matorral arborescenți cu Juniperus spp., Pante stâncoase silicioase cu vegetație casmofită, Păduri panonice-balcanice de stejar turcesc - stejar sesil, Păduri de Platanus orientalis și Liquidambar orientalis (Platanion orientalis).
La baza desemnării sitului se află mai multe specii protejate:
- amfibieni (2): izvoraș-cu-burta-galbenă (Bombina variegata), Triturus karelinii
- mamifere (2): vidră de râu (Lutra lutra), dihor pătat (Vormela peregusna)
- pești (4): Alburnus vistonicus, Barbus cyclolepis, Cobitis taenia Complex, boarță (Rhodeus amarus)
- reptile (3): Elaphe sauromates, Testudo graeca, țestoasă bănățeană (Testudo hermanni)

Pe lângă speciile protejate, pe teritoriul sitului au mai fost identificate 4 specii de amfibieni, 3 specii de mamifere, 6 specii de reptile.